# Karolina Borchardt (malarka)
Karolina Borchardt (z domu Iwaszkiewicz) (ur. 13 lipca?/26 lipca 1905 w Mińsku, zm. 17 grudnia 1995 w Londynie) – polska pilotka, malarka i działaczka społeczna.

## Życiorys
Ukończyła gimnazjum im. Adama Mickiewicza w Wilnie, a następnie wyjechała do Krakowa, gdzie studiowała w Wyższej Szkole Handlowej. Jako pierwsza Polka ukończyła szkolenie pilotażowe w Akademickim Aeroklubie Krakowskim i latała samodzielnie. Podczas odbywającego się w dniach 29 października – 1 listopada 1928 II Krajowego Konkursu Awionetek pilot Józef Bargiel i obserwatorka Karolina Iwaszkiewiczówna lecąc samolotem DKD-IV zdobyli I miejsce i zdobyli tytuł Mistrzów Polski. 26 grudnia 1928 poślubiła marynarza Karola Olgierda Borchardta, 1 stycznia urodziła córkę Danutę. Kontynuowała karierę pilota, jesienią 1939 miała oblatywać polski samolot jednosilnikowy, ale wybuch II wojny światowej przerwał te plany. W 1941 przedostała się z córką do Szwecji, a dwa lata później stamtąd do Wielkiej Brytanii. Dołączyła do męża, pracowała jako sekretarka w Ministerstwie Spraw Zagranicznych Rządu RP na uchodźstwie. W październiku 1949 Karol Olgierd Borchardt podjął decyzję o powrocie do Polski, aby opiekować się ciężko chorą matką, oznaczało to separację, przez trzydzieści siedem lat (tj. do jego śmierci) Karolina pod względem formalnym pozostała jego żoną. Zarabiała na utrzymanie kupując opuszczone lub uszkodzone podczas wojny domy, które remontowała i sprzedawała z zyskiem. Na początku lat 50. XX wieku spotkała Mariana Bohusza-Szyszko, który zachęcił ją do podjęcia nauki malarstwa na Polskim Uniwersytecie Na Obczyźnie. Kontynuowała naukę w Accademia di belle arti w Rzymie. W połowie lat 60. kupiła i wyremontowała dom w centralnej części Londynu, który za wysoką cenę kupiła od niej sieć hoteli Hilton. Uzyskane środki pozwoliły jej przejść na emeryturę i poświęcić się malarstwu. Tworzyła abstrakcje ekspresjonistyczne oraz sceny rodzajowe z użyciem szerokiej palety barw oraz uproszczeń, jej obrazy wystawiane były w Londynie, Paryżu i Nowym Jorku. W uznaniu działalności społecznej i niepodległościowej Karolina Borchardt została odznaczona przez Rząd RP na uchodźstwie Krzyżem Orderu Polonia Restituta i Złotym Krzyżem Zasługi.

## Wystawy
- Indywidualne:
  - Dovestreet London

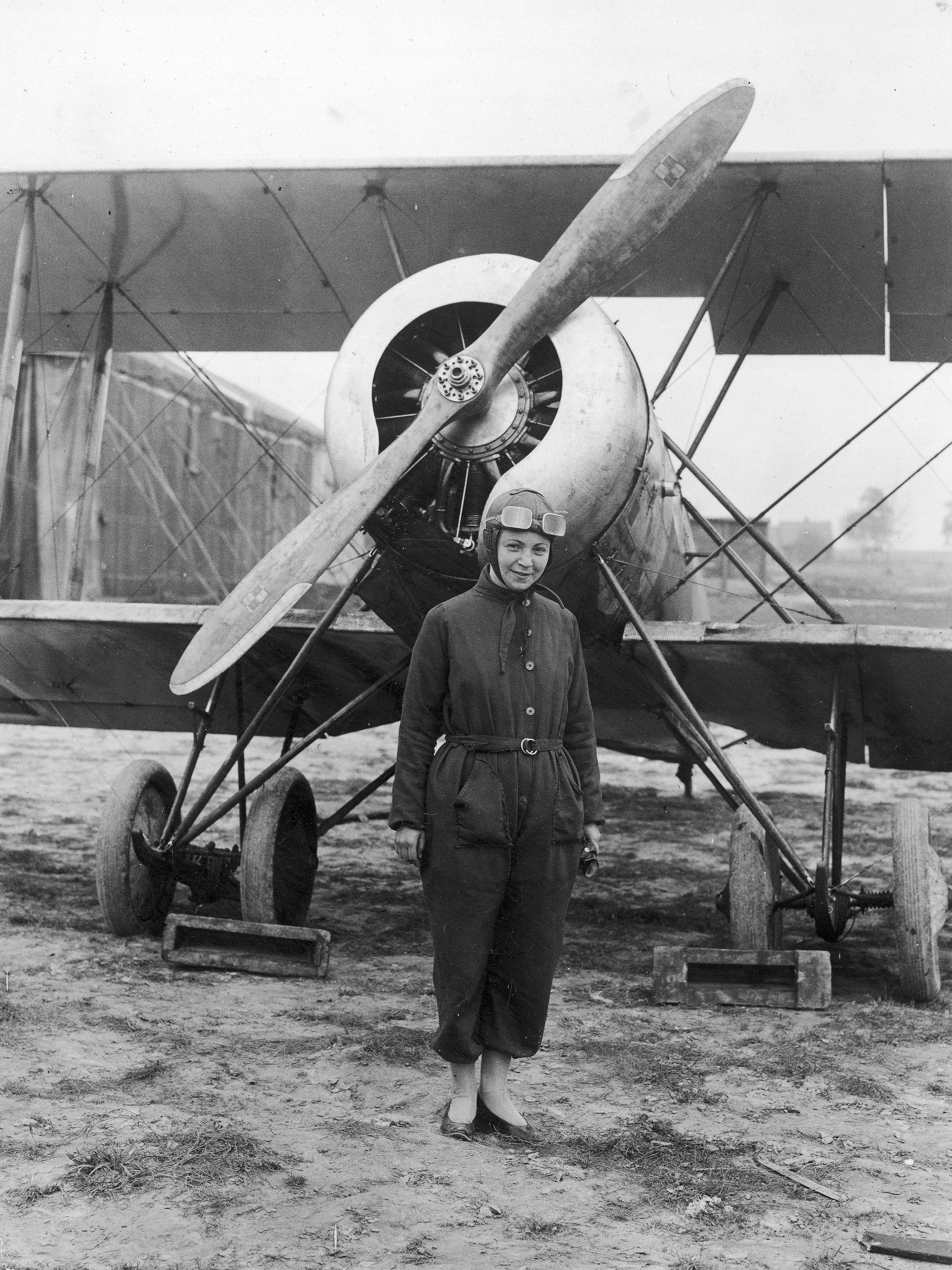
Karolina Iwaszkiewiczówna - pilot Aeroklubu Krakowskiego - przed samolotem "Sokół"

  - Gallerie Internationale New York, USA
  - Richmond Gallery, London
  - Barrett Gallery, London
- Zbiorowe:
  - The Mall Gallery
  - Weighouse Gallery Mayfair
  - Salon des Nations Paris
  - London Cassel Gallery
  - Loggia Gallery
  - New Vision Gallery
  - Centaur Gallery
  - POSK Gallery
  - Germany Gallery PRO, Stuttgart